# Christian Danneskiold Lassen
Christian Ivar Schau Danneskiold Lassen (født 15. januar 1958 på Frederiksberg) er en dansk godsejer, bror til Anders Danneskiold Lassen.
Han er søn af kammerherre, hofjægermester Frants Axel Lassen til Brattingsborg og Holmegaard og Elisabeth Lassen, født komtesse Danneskiold-Samsøe, er uddannet civiløkonom og kaptajn i Hæren. Han ejer Holmegaard, Juellinge og Tryggevælde. 2002 blev han hofjægermester, og på H.M. Dronningens fødselsdag 16. april 2012 blev han kammerherre.
11. februar 2002 blev Christian Ivar Danneskiold Lassen indsat som midlertidig overdirektør for Gisselfeld, hvilket han var til 2010. Familien Lassen er efterkommere af Gisselfelds 6. overdirektør Aage Conrad lensgreve Danneskiold-Samsøe, som døde 1945. Han fik ingen sønner, der kunne overtage overdirektørembedet. Hans datter, kammerherreinde Elisabeth Henriette Lassen, er direkte efterkommer af Christian Gyldenløve, men måtte i kraft af Gyldenløves fundatsbestemmelser for Gisselfeld Kloster ikke overtage overdirektørembedet efter sin far, da fundatsen foreskriver, at hvervet kun kan indehaves af en grevelig født Danneskiold-Samsøe af hankøn.
Lassen ægtede 18. april 1998 Pernille Holm Jakobsen, der er læge. 